# 크라임씬
《크라임씬》(Crime Scene)은 JTBC에서 방영했던 예능 프로그램이며, 범죄현장을 뜻하는 제목에서 보듯 실화를 바탕으로 픽션을 가미한 미스터리한 살인사건을 무대로 하여 용의자로 지목받은 플레이어들이 자신의 혐의를 벗는 동시에 진짜 범인을 찾는 프로그램이다. 2014년에 10부작으로 구성된 시즌 1이, 2015년에 12부작으로 구성된 시즌 2이, 2017년에 12부작으로 구성된 시즌3가 방영되었다. 시즌 4인 "크라임씬 리턴즈"는 2024년 2월 9일 티빙에서 공개되었다.

## 방송 기간
| 시즌 | 방송 기간                         | 방송 시간      |
| ---- | --------------------------------- | -------------- |
| 1    | 2014년 5월 10일 ~ 2014년 7월 12일 | 토요일 밤 11시 |
| 2    | 2015년 4월 1일 ~ 2015년 6월 24일  | 수요일 밤 11시 |
| 3    | 2017년 4월 28일 ~ 2017년 7월 14일 | 금요일 밤 9시  |

## 제작진
| 시즌 | 연출                                                           | 작가                                                                                   |
| ---- | -------------------------------------------------------------- | -------------------------------------------------------------------------------------- |
| 1    | 윤현준, 이창우, 마건영, 김학민, 이상미, 신영광, 고혜진         | 전효진, 김미연, 채주희, 신다정, 이은숙, 이보라, 이지영, 김노현, 마이슬                 |
| 2    | 윤현준, 김지선, 유기환, 김재원, 고혜진, 소수정                 | 전효진, 이은숙, 유수지, 김재희, 심화나, 박혜리, 강현아, 김혜림, 민소영, 김다래, 조서영 |
| 3    | 김지선, 김재원, 이상미, 박지예, 소수정, 정종찬, 이재기, 방인미 | 이은숙, 최수진, 허정미, 조유림, 이지영, 김희연, 이연주, 김다래, 김로은, 황지영, 최우진 |

## 출연진
출연자는 고정적으로 출연을 하는 고정 플레이어와 매 사건마다 바뀌는 게스트 플레이어로 나뉜다.
| 시즌 1 고정 플레이어 전현무 박지윤 홍진호 김윤지 강용석 (7~10회) 임방글 (1~6회) 게스트 플레이어 헨리 (1~2회, 3~4회) 강민혁 (5~6회, 10회) 임문규 (5~6회, 10회) 김성규 (7회) 소유 (8회) key (9회) | 시즌 2 고정 플레이어 박지윤 장진 홍진호 장동민 하니 게스트 플레이어 김지훈 (1회, 2회, 10회) 오현경 (3회) 시우민 (4회, 5회, 6회) 윤성호 (5회) - 시체역으로 출연 김윤지 (7회) 강민혁 (7회) 전현무 (8회) 보아 (9회) 표창원 (11~12회) | - 김민규 |

## 진행 방식
시즌 1과 시즌 2, 시즌 3의 포맷은 기본적으로 동일하지만 탐정 역할 추가, 방송 전 역할 카드 배분, 기타 연출상의 변경점 등에서 작은 차이가 있다.
- 역할 카드 배분

1. 플레이어(출연자)들은 가상의 살인 사건에 연루된 6명의 사건 관계자 카드 (시즌 1에서는 6명의 용의자, 시즌 2와 시즌 3에서는 5명의 용의자 카드와 1장의 탐정 카드) 중 하나를 뽑는다.
2. 카드에는 그 카드에 적힌 역할이 사건의 진범인지 아닌지가 적혀져 있으며 출연자들은 다른 사람의 결백 여부는 모르고 자신의 결백 여부만 알고 있는 상태에서 추리 게임에 임하게 된다.
3. 역할 카드를 뽑은 뒤 출연자들은 진범 여부 외에 자신이 뽑은 역이 사건 피해자와 어떤 관계에 있고, 어떤 사람이며, 사건 당시에 어떤 행동을 했는지에 대한 추가 자료집과 의상을 받고 해당 캐릭터를 연기하면서 동시에 진범이 누구인지 추리하게 된다.
4. 시즌 2에서 추가된 탐정 역할의 경우, 절대로 범인이 아니고, 범인 지목 투표에서 두 표를 행사할 수 있으며, 용의자 일대일 심문을 할 수 있는 권한을 지닌다는 점에서 다른 용의자와 차별화된다.

- 사건 개요 & 알리바이 공유

1. 자기 역할에 대한 기본 이해와 분장이 끝난 다음에, 출연자들은 자기가 맡은 사건의 관계자를 연기하면서 한 자리에 모여 기본적인 정보를 공유한다.
2. 피해자는 누구이며, 언제 어디에서 발견되었고, 각 용의자와 피해자의 관계는 어떻게 되며, 사건 발생 시간에 알리바이에 대한 정보를 나눈다.

- 현장 검증

1. 플레이어들은 사건 현장을 재구성한 세트의 물건을 직접 조사해보면서 사건의 전말을 밝힐 수 있는 단서를 모은다.
2. 1차 현장검증에서 주어진 시간은 10분이며, 플레이어들은 1차 현장 검증 동안 자기가 중요하다고 생각하는 단서를 10장의 사진으로 남길 수 있다. 시즌 3에서는 현장검증 시간이 15분으로 늘어났다. 또, 1차 검증이 종료될 때 시즌 2에서는 탐정이 용의자 5명에게 종료를 알린 반면, 시즌 3에서는 탐정 조수가 사건 현장에 있는 탐정과 용의자를 '브리핑 룸'으로데려가곤 하였다.

- 브리핑

1. 현장 검증 후 플레이어들은 한 자리에 모여서 자신이 모은 단서를 공유한다.
2. 이 때 플레이어들은 단서와 관련있는 인물에게 단서가 어떤 의미를 갖고 있는지 추궁하여 알리바이 공유 시 알 수 없었던 추가적인 정보를 얻을 수 있다.

- 일대일 심문

1. 시즌 1에서는 각 플레이어가 단 둘이서 얘기하고 싶은 다른 플레이어를 한 명 지목하여 3분 동안 방에서 대화를 나누는 것으로 진행되었다.
2. 그러나 시즌 2에서는 탐정이 각 용의자를 한 명씩 불러서 추궁하는 것으로 변경되었다.

- 최종 범인 지목 투표

1. 각 플레이어는 현장 검증과 토론을 통해 얻은 정보를 토대로 범인이 누구인지 추리한 후, 다른 플레이어에게 알리지 않고 비밀리에 누구를 범인이라고 생각하는지, 각 플레이어의 이름이 적힌 상자에 "수갑"을 채우는 방식으로 투표를 하게 된다.
2. 탐정은 다른 용의자와 달리 두 개의 수갑을 갖고 있으며 두 표를 행사할 수 있다. 한 표는 브리핑 직후, 한 표는 최종 투표 때 행사한다.

- 투표 결과 및 범인 공개

1. 투표에서 가장 많은 표를 얻은 사람은 '범인'으로 몰려 스튜디오에 있는 철창 세트에 수감된다.
2. 만약 여러 명의 용의자가 똑같은 수를 얻었을 경우, 동률이 나온 용의자들을 후보로 하여 즉석에서 토론으로 최종 한 명을 뽑아 수감한다.
3. 범인 투표가 끝난 다음에는 그 사람이 진범인지 아닌지에 대한 답이 밝혀지고, 만약 수감자가 진범이 아닐 경우 진범이 누구인지도 밝혀진다.
4. 범인이 밝혀진 이후 추리 과정에서 플레이어들이 찾지 못했던 결정적 증거를 제작진이 직접 알려줌으로써 플레이어들이 추리를 완성할 수 있도록 한다.

- 상금 배분

1. 진범이 잡혔을 경우에는 최종 범인 투표에서 이 진범에게 투표한 N명의 플레이어가 각각 상금을 받는다 (시즌 1의 경우 금화 주머니 한 개, 시즌 2는 한 사람 당 100만원).
2. 탐정은 2표를 행사할 수 있으므로 최대 200만원의 상금을 획득할 수 있는데, 2표 모두 진범을 지목했을 경우 200만원을 받는다.
3. 투표로 뽑힌 사람이 진범이 아닌 경우에는, 감옥에 수감된 사람에게 투표한 N명의 플레이어가 받을 모든 보상을 진범이 받는다.

## 사건 및 플레이 결과

### 시즌 1
| 회차 | 방송일          | 사건                 | 게스트         | 진범            | 결과                                                                                            |
| ---- | --------------- | -------------------- | -------------- | --------------- | ----------------------------------------------------------------------------------------------- |
| 1    | 2014년 5월 10일 | 이덕만 회장 살인사건 | 헨리           | 임방글 (이보은) | 수감: 전현무 우승: 임방글 (+3)                                                                  |
| 2    | 2014년 5월 17일 | 이덕만 회장 살인사건 | 헨리           | 임방글 (이보은) | 수감: 전현무 우승: 임방글 (+3)                                                                  |
| 3    | 2014년 5월 24일 | 미술실 살인사건      | 헨리           | 홍진호 (톰)     | 수감: 박지윤 우승: 홍진호 (+2)                                                                  |
| 4    | 2014년 5월 31일 | 미술실 살인사건      | 헨리           | 홍진호 (톰)     | 수감: 박지윤 우승: 홍진호 (+2)                                                                  |
| 5    | 2014년 6월 7일  | 이팀장 살인사건      | 강민혁, 임문규 | 김윤지 (김비서) | 수감: 김윤지 우승: 박지윤, 홍진호, 임방글, 전현무 (각각 +1)                                     |
| 6    | 2014년 6월 14일 | 이팀장 살인사건      | 강민혁, 임문규 | 김윤지 (김비서) | 수감: 김윤지 우승: 박지윤, 홍진호, 임방글, 전현무 (각각 +1)                                     |
| 7    | 2014년 6월 21일 | 교도소 살인사건      | 김성규         | 박지윤(박절도)  | 수감: 홍진호 우승: 박지윤 (+4)                                                                  |
| 8    | 2014년 6월 28일 | 고여사 살인사건      | 소유           | 홍진호 (홍원장) | 수감: 홍진호 우승: 전현무, 박지윤, 강용석, 김윤지 (각각 +1)                                     |
| 9    | 2014년 7월 5일  | 축구장 살인사건      | key            | 전현무 (전기자) | 수감: 박지윤 우승: 전현무 (+4)                                                                  |
| 10   | 2014년 7월 12일 | 여배우 살인사건      | 강민혁, 임문규 | 전현무 (전스타) | 수감: 전현무 우승: 홍진호, 강용석, 김윤지, 강민혁 (4명이서 340 만원 균등 분배), 임문규 (회식비) |

### 시즌 2
| 회차 | 방송일          | 사건                                  | 게스트         | 진범              | 결과                                                                        |
| ---- | --------------- | ------------------------------------- | -------------- | ----------------- | --------------------------------------------------------------------------- |
| 0    | 2015년 4월 1일  | 추리 전쟁의 서막                      | -              | -                 | 추리테스트 결과 박지윤 : 35, 홍진호: 70, 장진 : 30, 장동민: 55, 하니 : 70   |
| 1    | 2015년 4월 8일  | 갤러리 살인사건                       | 김지훈         | 장동민 (장딜러)   | 수감: 홍진호 우승: 장동민 (+300)                                            |
| 2    | 2015년 4월 15일 | 통닭집 살인사건                       | 김지훈         | 김지훈 (김일꾼)   | 수감: 하니 우승: 김지훈 (+300)                                              |
| 3    | 2015년 4월 22일 | 미인대회 살인사건                     | 오현경         | 박지윤 (박미녀)   | 수감: 박지윤 우승: 장진 (+100), 장동민 (+200), 홍진호 (+100), 하니 (+100)   |
| 4    | 2015년 4월 29일 | 재벌가 여대생 살인사건                | 시우민         | 장동민 (장남친)   | 수감: 장동민 우승: 시우민 (+100), 장진 (+100), 하니 (+100)                  |
| 5    | 2015년 5월 6일  | 아이돌 살인사건, 연예 기획사 살인사건 | 시우민, 윤성호 | 시우민 (시보컬)   | 수감: 시우민 우승: 홍진호 (+200), 장동민 (+100), 박지윤 (+100), 하니 (+100) |
| 6    | 2015년 5월 13일 | 크루즈 살인사건 I                     | 시우민         | 시우민 (시매니저) | 수감: 장동민 우승: 시우민 (+400)                                            |
| 7    | 2015년 5월 20일 | 크루즈 살인사건 II                    | 김윤지, 강민혁 | 하니 (하승무원)   | 수감: 하니 우승: 장동민 (+100), 박지윤 (+100), 김윤지 (+100)                |
| 8    | 2015년 5월 27일 | 804호 살인사건                        | 전현무         | 홍진호 (장진호)   | 수감: 장진 우승: 홍진호 (+500)                                              |
| 9    | 2015년 6월 3일  | 교차로 살인사건                       | 보아           | 하니 (하선녀)     | 수감: 하니 우승: 박지윤 (+100), 보아 (+100), 장진 (+100)                    |
| 10   | 2015년 6월 10일 | 산장 살인사건                         | 김지훈         | 장동민 (장미숙)   | 수감: 장동민 우승: 박지윤 (+100), 장진 (+100), 하니 (+100)                  |
| 11   | 2015년 6월 17일 | 크라임씬 PD 살인사건                  | 표창원         | 박지윤            | 수감: 박지윤 우승:홍진호 (+200), 장동민 (+200), 장진 (+200), 하니 (+200)    |
| 12   | 2015년 6월 24일 | 크라임씬 PD 살인사건                  | 표창원         | 박지윤            | 수감: 박지윤 우승:홍진호 (+200), 장동민 (+200), 장진 (+200), 하니 (+200)    |

### 시즌 3
| 회차 | 방송일          | 사건                   | 게스트                           | 진범                                  | 결과                                                                                   |
| ---- | --------------- | ---------------------- | -------------------------------- | ------------------------------------- | -------------------------------------------------------------------------------------- |
| 0    | 2017년 4월 21일 | 추리 전쟁의 서막       | -                                | -                                     | -                                                                                      |
| 1    | 2017년 4월 28일 | 대선 후보 살인사건     | 송재림                           | 송재림 (송대표)                       | 수감: 송재림 우승: 박지윤(+100) 장진 (+100) 김지훈 (+100) 양세형 (+100) 정은지 (+100)  |
| 2    | 2017년 5월 5일  | 레스토랑 셰프 살인사건 | 송재림                           | 김지훈 (김오너)                       | 수감: 김지훈 우승: 박지윤 (+100) 장진 (+100) 정은지 (+100) 송재림 (+100)               |
| 3    | 2017년 5월 12일 | 경찰학교 교수 살인사건 | 김윤지, 하니                     | 김윤지 (윤교수)                       | 수감: 김지훈 우승: 김윤지 (+300)                                                       |
| 4    | 2017년 5월 19일 | 사기꾼 살인사건        | 김병옥                           | 양세형 (양형사)                       | 수감: 장진 우승: 양세형 (+400)                                                         |
| 5    | 2017년 5월 26일 | 뮤지컬 배우 살인사건   | 진영                             | 정은지 (정대표)                       | 수감: 정은지 우승: 박지윤(+100) 장진 (+100) 양세형 (+100) 진영 (+100)                  |
| 6    | 2017년 6월 2일  | 숙다방 살인사건        | 장동민, 소진                     | 정은지 (정숙녀) *정숙녀가 아닌 장식모 | 수감: 정은지 우승: 박지윤(+200) 장진 (+100) 김지훈 (+100) 소진 (+100)                  |
| 7    | 2017년 6월 9일  | 캠핑장 살인사건        | 차은우                           | 차은우 (차은우)                       | 수감: 차은우 우승: 박지윤 (+100) 장진 (+100) 김지훈 (+100) 양세형 (+100) 정은지 (+100) |
| 8    | 2017년 6월 16일 | 과학고 살인사건        | (홍진호 합류로 인해 게스트 없음) | 박지윤 (박지윤)                       | 수감: 박지윤 우승: 홍진호 (+200) 장진 (+100) 김지훈 (+100) 양세형 (+100) 정은지 (+100) |
| 9    | 2017년 6월 23일 | 대저택 살인사건        | 장동민                           | 홍진호 (홍변호)                       | 수감: 홍진호 우승: 박지윤 (+100) 양세형 (+100) 정은지 (+100) 장동민 (+100)             |
| 10   | 2017년 6월 30일 | 호텔 살인사건          | 표창원                           | 장진 (장쿠자/장사업)                  | 수감: 박지윤 우승: 장진 (+500)                                                         |
| 11   | 2017년 7월 7일  | 섬마을 살인사건        | 소진                             | 박지윤 (박해녀)                       | 수감: 소진 우승: 박지윤 (+400)                                                         |
| 12   | 2017년 7월 14일 | 크라임씬 작가 살인사건 |                                  | 장진                                  | 수감: 장진 우승: -                                                                     |

## 시청률

### 시즌 1 (2014년)
| 회차 | 방송일          | 시청률 (닐슨 코리아) | 시청률 (TNMS) |
| ---- | --------------- | -------------------- | ------------- |
| 1    | 2014년 5월 10일 | 0.9%                 | 0.8%          |
| 2    | 2014년 5월 17일 | 1.1%                 | 1.3%          |
| 3    | 2014년 5월 24일 | 1.2%                 | 1.2%          |
| 4    | 2014년 5월 31일 | 1.3%                 | 1.2%          |
| 5    | 2014년 6월 7일  | 0.9%                 | 1.0%          |
| 6    | 2014년 6월 14일 | 0.8%                 | 1.1%          |
| 7    | 2014년 6월 21일 | 0.9%                 | 1.4%          |
| 8    | 2014년 6월 28일 | 1.0%                 | 1.1%          |
| 9    | 2014년 7월 5일  | 1.1%                 | 1.2%          |
| 10   | 2014년 7월 12일 | 1.0%                 | 0.9%          |

### 시즌 2 (2015년)
| 회차 | 방송일          | 시청률 (닐슨 코리아) | 시청률 (TNMS) |
| ---- | --------------- | -------------------- | ------------- |
| 1    | 2015년 4월 8일  | 1.1%                 | 0.7%          |
| 2    | 2015년 4월 15일 | 1.1%                 | 0.9%          |
| 3    | 2015년 4월 22일 | 1.5%                 | 1.1%          |
| 4    | 2015년 4월 29일 | 1.2%                 | 1.3%          |
| 5    | 2015년 5월 6일  | 1.3%                 | 1.3%          |
| 6    | 2015년 5월 13일 | 1.3%                 | 1.3%          |
| 7    | 2015년 5월 20일 | 1.3%                 | 1.1%          |
| 8    | 2015년 5월 27일 | 1.4%                 | 1.2%          |
| 9    | 2015년 6월 3일  | 1.2%                 | 1.3%          |
| 10   | 2015년 6월 10일 | 1.3%                 | 1.2%          |
| 11   | 2015년 6월 17일 | 1.7%                 | 1.3%          |
| 12   | 2015년 6월 24일 | 1.5%                 | 1.5%          |

### 시즌 3 (2017년)
| 회차 | 방송일          | 시청률 (닐슨 코리아) | 시청률 (TNMS) |
| ---- | --------------- | -------------------- | ------------- |
| 1    | 2017년 4월 28일 | 1.1%                 | 1.5%          |
| 2    | 2017년 5월 5일  | 1.7%                 | 1.9%          |
| 3    | 2017년 5월 12일 | 1.9%                 | 1.9%          |
| 4    | 2017년 5월 19일 | 1.4%                 | 1.7%          |
| 5    | 2017년 5월 26일 | 1.2%                 | 1.8%          |
| 6    | 2017년 6월 2일  | 1.6%                 | 1.6%          |
| 7    | 2017년 6월 9일  | 1.4%                 | 2.3%          |
| 8    | 2017년 6월 16일 | 1.6%                 | 1.8%          |
| 9    | 2017년 6월 23일 | 1.4%                 | 2.0%          |
| 10   | 2017년 6월 30일 | 1.6%                 | 2.2%          |
| 11   | 2017년 7월 7일  | 1.8%                 | 2.4%          |
| 12   | 2017년 7월 14일 | 1.5%                 | 2.2%          |